# Kazanska Mati Božja
Kazanska Mati Božja (rusko: Казанская Богоматерь tr. Kazanskaya Bogomater), je bila sveta ikona najvišje stopnje znotraj Ruske pravoslavne Cerkve, ki je predstavljala Devico Marijo kot zaščitnico in zavetnico mesto Kazan in paladij celotne Rusije, znana kot sveta zaščitnica Rusije.
Po legendi je bila ikona prvotno pridobljena iz Konstantinopla (sodobni Carigrad), izgubljena leta 1438 in čudežno obnovljena v neokrnjenem stanju čez 140 let pozneje leta 1579. Dve večji cerkvi, Kazanska cerkev v Moskvi in Kazanska cerkev, Sankt Peterburg sta ji posvečeni, kopije ikone Kazanske Matere Božje pa prikazujejo tudi številne cerkve po vsej državi. Originalno ikono v Kazanu so leta 1904 ukradli in verjetno uničili.
Podoba Fátime je kopija ikone ali morda izvirnika iz 16. stoletja, ki so jo ukradli v Sankt Peterburgu leta 1917 in jo je kupil F. A. Mitchell-Hedges leta 1953. Bila je razstavljena v Fátimi na Portugalskem od leta 1970 do 1993, nato v kabinetu papeža Janeza Pavla II. v Vatikanu od leta 1993 do 2004, ko so jo vrnili v Kazan, kjer jo danes hranijo v kazanskem samostanu Matere Božje. Kopije slike so tudi v katoliških cerkvah.
Praznični dnevi Kazanske Matere Božje so 21. julij in 4. november, ki je tudi ruski dan narodne enotnosti.

## Zgodovina
Po tradiciji je bila originalna ikona Kazanske Matere Božje v Rusijo pripeljana iz Konstantinopla v 13. stoletju. Po ustanovitvi Kazanskega kanata (približno 1438) je ikona za več kot stoletje izginila iz zgodovinskega zapisa.
Kronika metropolita Hermogena, napisana na prošnjo carja Feodorja leta 1595, opisuje obnovitev ikone.  Po tem zapisu se je po požaru, ki je leta 1579 uničil Kazan, Devica pojavila 10-letnemu dekletu Matroni in razkrila lokacijo, kje se je ikona skrivala. Deklica je nadškofu povedala o sanjah, vendar je niso jemali resno. Toda dekle in njena mati sta 8. julija 1579 po dveh ponovitvah sanj sami odkrili ikono, pokopano pod uničeno hišo, kjer je bila skrita, da bi jo rešili pred Tatari.
Druge cerkve so bile zgrajene v čast razodetja Kazanske Device, kopije slike pa so bile razstavljene v Kazanski cerkvi v Moskvi (zgrajena v začetku 17. stoletja), v Jaroslavlju in v Sankt Peterburgu.
Ruska vojaška poveljnika Dmitrij Požarski (17. stoletje) in Mihail Kutuzov (19. stoletje) sta iskala pri  Devici Mariji prek ikone pomoč za državo, da bi odvrnila poljsko invazijo leta 1612, švedsko invazijo 1709 in Napoleonovo invazijo 1812. Kazanska ikona je postala zelo priljubljena, po Rusiji pa je bilo devet ali deset različnih čudežev pripisanih ikon.
V noči na 29. junij 1904 so ikono ukradli iz kazanskega samostana Matere Božje v Kazanu, kjer so jo hranili stoletja (zgradbo so pozneje razstrelile komunistične oblasti). Tatovi so očitno ukradli zlato ogrodje ikone, ki je bilo okrašen z mnogimi dragocenimi dragulji. Nekaj let pozneje je ruska policija prijela tatove in povrnila okvir. Tatovi so prvotno izjavili, da je bila ikona razrezana na koščke in zažgana, čeprav je eden od njih na koncu priznal, da je bila nameščena v samostanu v divji Sibiriji. Ta pa se je izkazala za ponaredek. Ruska policija je zavrnila preiskavo, pri čemer je uporabila logiko, da bi lažna ikona, če bi bila verodostojna, prinesla nesrečo. Pravoslavna cerkev je izginotje ikone razlagala kot znak tragedije, ki bi zastrupila Rusijo po izgubi podobe svete zaščitnice.
V resnici rusko kmečko gospodarstvo ni imelo zaslug, da bi vso bedo revolucije 1905 in ruskega poraza v rusko-japonski vojni 1904–1905 pripisale omalovaževanju njene podobe.
- Kazanska Mati Božja v samostanu Makarijev (17. stoletje, fotografija Sergeja Prokudina-Gorskega
- Kazanska Mati Božja (reprodukcija iz 1850-ih)
- Ikona Kazanske Matere Božje. sreda 19. stoletja
- Ikona Kazanske Matere Božje

### Podoba Fátime
Po ruski revoluciji leta 1917 so špekulirali, da je originalna ikona v resnici ohranjena v Sankt Peterburgu. Ikona Kazanske Matere Božje je bila uporabljena v procesijah okoli leningrajskih utrdb med obleganjem Leningrada (1941-1944) med drugo svetovno vojno.
Druga teorija pravi, da so boljševiki podobo prodali v tujino, čeprav Ruska pravoslavna cerkev takšnih teorij ni sprejela. Zgodovina ukradene ikone med letoma 1917 in 1953 ni znana. Leta 1953 je Frederick Mitchell-Hedges kupil ikono od Arthurja Hillmana. Čeprav je status ikone kot originalne kazanske ikone ostal sporen, je Ciril G. E. Bunt zaključil, »da je delo velikega slikarja ikon 16. stoletja [...] pigmenti in les plošče so odlično ohranjeni, kot so dokazali izčrpni rentgenski testi in so se spopadli s starostjo«, kar kaže na to da je bila kopija originalne ikone kljub temu originalna ikona, ki jo je leta 1612 nosil Požarski. Razstavljena je bila na svetovni razstavi v New Yorku v letih 1964-1965. 13. septembra 1965 so pripadniki Modre armade Naše gospe Fátime noč preživeli v čast ikoni v paviljonu v New Yorku. Modra armada je na koncu, januarja 1970, ikono od Anne Mitchell-Hedges kupila za 125.000 ameriških dolarjev, in jo shranili v Fátimi na Portugalskem.
Leta 1993 je ikono iz Fatime dobil papež Janez Pavel II., ki jo je odnesel v Vatikan in jo namestil v svoj kabinet, kjer jo je častil enajst let. Po njegovih besedah je »našla dom pri meni in z materinskim pogledom spremljala mojo vsakodnevno služenje Cerkvi«. Janez Pavel II. je želel obiskati Moskvo ali Kazan, da bi ikono osebno vrnil Ruski pravoslavni cerkvi. Ko je Moskovski patriarhat ta načrt zavrnil, je papež avgusta 2004 brezpogojno predstavil ikono Ruski cerkvi. 26. avgusta 2004 je bila razstavljena  pred oltarjem bazilike svetega Petra in nato dostavljena v Moskvo.  Naslednji praznik svete ikone, 21. julija 2005, sta jo patriarh Aleksije II. in predsednik Tatarstana Mintimer Šajmiev postavila v stolnico Marijinega oznanjenja v Kazanskem kremlju.
Ikona je shranjena v cerkvi Povišanja svetega križa, del nekdanjega samostana Matere Božje (ki je bil ponovno ustanovljen kot samostan leta 2005), na mestu, kjer je bila najdena originalna ikona Kazanske Matere Božje in načrtujejo, da bodo ostale samostanske zgradbe postale mednarodno romarsko središče.